# Hugo Johansson
Carl Hugo Johansson (Stoccolma, 16 giugno 1887 – Stoccolma, 23 febbraio 1977) è stato un tiratore a segno svedese.

## Palmarès

### Olimpiadi
- 5 medaglie:
  - 2 ori (Stoccolma 1912 nella carabina libera a squadre; Anversa 1920 nella carabina militare a terra 600 m individuale)
  - 3 bronzi (Stoccolma 1912 nella carabina militare a squadre; Anversa 1920 nella carabina militare in piedi 300 m a squadre; Anversa 1920 nella carabina militare a terra 600 m a squadre)